# Hậu Hiền
Hậu Hiền là một thị trấn thuộc huyện Thiệu Hóa, tỉnh Thanh Hóa, Việt Nam.

## Địa lý
Thị trấn Hậu Hiền nằm ở phía tây nam của huyện Thiệu Hóa, bên hữu ngạn sông Chu, có vị trí địa lý:
- Phía đông giáp các xã Thiệu Phúc, Thiệu Viên và Thiệu Vận
- Phía tây giáp các xã Thiệu Toán, Thiệu Chính và Thiệu Hòa
- Phía nam giáp huyện Triệu Sơn
- Phía bắc giáp xã Thiệu Vũ và xã Thiệu Tiến.

Thị trấn Hậu Hiền có diện tích tự nhiên 10,41 km², quy mô dân số năm 2022 là 12.061 người, mật độ dân số đạt 1.159 người/km². Dân cư sinh sống tại Hậu Hiền chủ yếu là người Kinh.

## Lịch sử
Địa bàn thị trấn Hậu Hiền ngày nay trước đây vốn là hai xã Thiệu Minh và Thiệu Tâm.
Vùng đất Hậu Hiền vào đầu thế kỉ 19 thuộc huyện Lôi Dương, phủ Thiệu Thiên. Năm 1826, huyện Lôi Dương thuộc về phủ Thọ Xuân. Trước năm 1945, chuyển sang thuộc huyện Thụy Nguyên, phủ Thiệu Hóa. Cuối năm 1945, huyện Thụy Nguyên đổi thành huyện Thiệu Hóa.
Ngày 5 tháng 7 năm 1977, nhập 16 xã hữu ngạn sông Chu thuộc huyện Thiệu Hóa với huyện Đông Sơn thành huyện Đông Thiệu; hai xã Thiệu Minh và Thiệu Tâm cùng thuộc huyện Đông Thiệu, sau đổi thành huyện Đông Sơn. Đến ngày 18 tháng 11 năm 1996, huyện Thiệu Hóa được tái lập, Thiệu Minh và Thiệu Tâm trở lại thuộc huyện Thiệu Hóa.
Trước khi sáp nhập, xã Thiệu Minh có diện tích 4,01 km², dân số là 2.827 người, mật độ dân số đạt 705 người/km², gồm 3 thôn: Đồng Minh (đầu thế kỉ 19 là thôn Hà Xá, đầu thế kỉ 20 là thôn Hà Thanh, sau năm 1945 đổi thành Đồng Minh), Đồng Chí (trước đây là thôn Ngô Xá Hạ tên nôm là làng Ngò), Đồng Bào (trước đây là thôn Ngô Xá Thượng).
Xã Thiệu Tâm có diện tích 6,40 km², dân số là 7.556 người, mật độ dân số đạt 1.181 người/km², gồm 7 thôn: Thái Lai (tên gọi có từ đầu thế kỉ 19), Thái Sơn (đầu thế kỉ 19 là thôn Vũ Nhuận thuộc tổng Lôi Dương, huyện Lôi Dương, đầu thế kỉ 20 thuộc tổng Xuân Phong), Đồng Tiến (đầu thế kỉ 19 là thôn Thượng thuộc xã Lỗ Hiền, tổng Lôi Dương, đầu thế kỉ 20 thuộc tổng Xuân Lai, sau là hai thôn Đồng Tiến 1 và Đồng Tiến 2 rồi được sáp nhập lại năm 2018), Thái Bình (trước năm 1945 là Dương Thọ), Thái Ninh (trước năm 1945 là Đình Tháp), Thanh Tâm (trước năm 1945 là Hậu Hiền, tên nôm là làng Trỗ), Thái Ninh (trước năm 1945 là Hương Nguyên).
Ngày 16 tháng 10 năm 2019, Ủy ban Thường vụ Quốc hội ban hành Nghị quyết số 786/NQ-UBTVQH14 về việc sắp xếp các đơn vị hành chính cấp xã thuộc tỉnh Thanh Hóa (nghị quyết có hiệu lực từ ngày 1 tháng 12 cùng năm); trong đó có việc thành lập xã Minh Tâm trên cơ sở toàn bộ diện tích tự nhiên và quy mô dân số của hai xã Thiệu Minh và Thiệu Tâm.
Xã Minh Tâm có 10,41 km² diện tích tự nhiên và dân số 10.383 người với 10 thôn.
Ngày 8 tháng 6 năm 2022, Chủ tịch Ủy ban nhân dân tỉnh Thanh Hóa ban hành Quyết định số 1984/QĐ-UBND về việc công nhận khu vực dự kiến hình thành đô thị Hậu Hiền (xã Minh Tâm) đạt tiêu chí đô thị loại V.
Ngày 13 tháng 12 năm 2023, Ủy ban Thường vụ Quốc hội ban hành Nghị quyết số 939/NQ-UBTVQH15 (nghị quyết có hiệu lực từ ngày 1 tháng 2 năm 2024) về việc thành lập thị trấn Hậu Hiền trên cơ sở toàn bộ 10,41 km² diện tích tự nhiên và dân số là 12.061 người của xã Minh Tâm.
Ngày 5 tháng 2 năm 2025, thị trấn Hậu Hiền và khu vực dự kiến mở rộng (xã Thiệu Viên) được công nhận đạt tiêu chí đô thị loại V.

## Hành chính
Thị trấn Hậu Hiền được chia thành 10 khu phố: Đồng Bào, Đồng Chí, Đồng Minh, Đồng Tâm, Đồng Tiến, Đồng Thanh, Thái Bình, Thái Lai, Thái Ninh, Thái Sơn.

## Văn hóa
- Di tích lịch sử - cách mạng: đình Ngô Xá Thượng.

## Giao thông

### Đường phố
Dưới đây là danh sách 11 đường và 25 phố được đặt tên tại thị trấn Hậu Hiền:
| Tên            | Vị trí                                              | Dài (m) | Rộng (m) |
| -------------- | --------------------------------------------------- | ------- | -------- |
| Lý Thường Kiệt | Từ tiếp giáp xã Thiệu Vận đến đường Lê Huy Toán     | 3.092   | 9        |
| Lê Huy Toán    | Từ đường Lý Thường Kiệt đến tiếp giáp xã Thiệu Toán | 3.500   | 9        |
| Lê Chủ         | Từ đường Lý Thường Kiệt đến cầu Trắng               | 1.087   | 20,5     |
| Lê Thế Sơn     | Từ phố Hoàng Xung Phong đến cầu Trắng               | 2.000   | 13,5     |
| Lê Hữu Lập     | Từ cầu Sắt đến tiếp giáp xã Thiệu Chính             | 1.643   | 17,5     |
| Ngô Đức        | Từ đường Lê Chủ đến kênh Bắc                        | 2.600   | 10,5     |

| Tên             | Vị trí                                                        | Dài (m) | Rộng (m) |
| --------------- | ------------------------------------------------------------- | ------- | -------- |
| Lê Công Thanh   | Từ đường Lê Chủ đến cuối khu dân cư khu phố Thái Lai          | 1.800   | 7,5      |
| Lê Tất Đắc      | Từ đường Lê Công Thanh đến cầu Thái Ninh                      | 1.173   | 7,5      |
| Lê Thế Long     | Từ tiếp giáp xã Thiệu Viên đến hết địa phận thị trấn Hậu Hiền | 1.846   | 7,5      |
| Bùi Đạt         | Từ tiếp giáp xã Thiệu Viên đến cầu Thái Ninh                  | 1.190   | 7,5      |
| Trịnh Huy Quang | Từ tiếp giáp xã Thiệu Viên đến trạm bơm tiêu Thái Ninh        | 1.190   | 7,5      |

| Danh sách các tuyến phố tại thị trấn Hậu Hiền (25) | Danh sách các tuyến phố tại thị trấn Hậu Hiền (25) | Danh sách các tuyến phố tại thị trấn Hậu Hiền (25) | Danh sách các tuyến phố tại thị trấn Hậu Hiền (25) |
| -------------------------------------------------- | -------------------------------------------------- | -------------------------------------------------- | -------------------------------------------------- |
| Đinh Chương Dương                                  | Lê Đình Kiên                                       | Nguyễn Xuân Thúy                                   | Hải Triều                                          |
| Hoàng Xung Phong                                   | Tống Phước Trị                                     | Võ Nguyên Lượng                                    | Vũ Ngọc Phan                                       |
| Nguyễn Tạo                                         | Nguyễn Hữu Cảnh                                    | Hoàng Văn Hiều                                     | Chế Lan Viên                                       |
| Trịnh Hữu Thường                                   | Đinh Chương Lân                                    | Lê Văn Linh                                        | Nguyễn Sơn                                         |
| Hoàng Khắc Trung                                   | Nghiêm Quý Ngãi                                    | Trịnh Khả                                          | Đặng Thai Mai                                      |
| Chu Văn Lương                                      | Hồ Sỹ Nhân                                         | Đào Duy Anh                                        | Xuân Diệu                                          |
| Hoàng Tiến Trình                                   |                                                    |                                                    |                                                    |